# Lista de comandantes da Marinha do Brasil

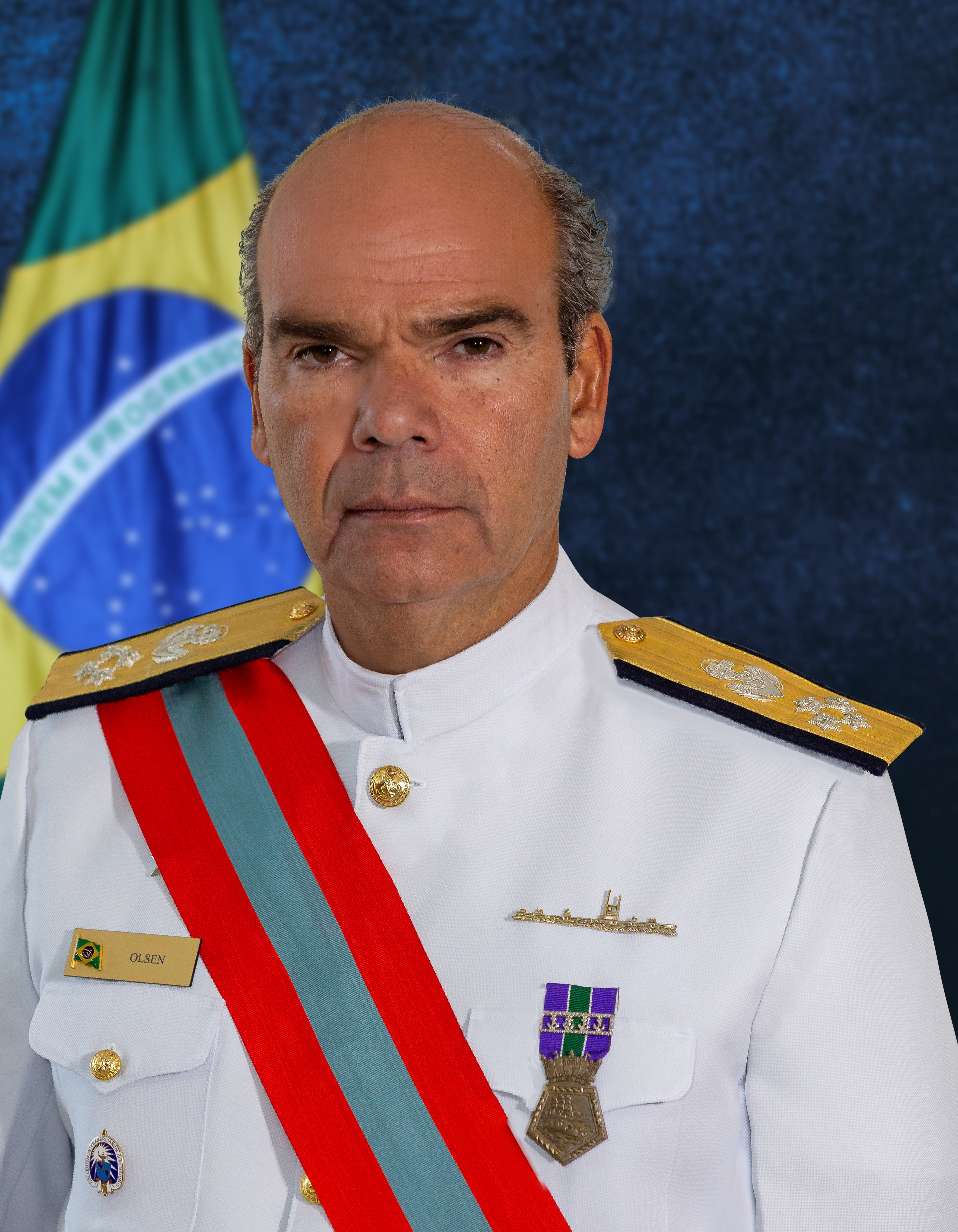
Atual Comandante, o Almirante de Esquadra Marcos Sampaio Olsen

Esta é uma lista dos Comandantes da Marinha do Brasil (MB). O Comandante da Marinha é o chefe do Comando da Marinha, e a sua função é exercer a direção e a gestão do ramo naval brasileiro. O atual Comandante é o Almirante-de-Esquadra Marcos Sampaio Olsen.
O Comando da Marinha é o órgão responsável pela Marinha do Brasil; foi instaurado no dia 10 de junho de 1999 através da extinção do Ministério da Marinha e sua respetiva transformação em Comando. Para o desempenho das suas funções e cumprir a destinação constitucional da Força, o Comandante da Marinha tem abaixo de si na hierarquia série de órgãos de assistência direta e imediata, compostos pelos Centro de Comunicação Social da Marinha, Centro de Controle Interno da Marinha, Centro de Inteligência da Marinha, Escola de Inteligência da Marinha, Gabinete do Comandante da Marinha, Procuradoria Especial da Marinha e Secretaria da Comissão Interministerial para os Recursos do Mar. Outros órgãos que apoiam o comandante são o Estado-Maior da Armada (com a Escola de Guerra Naval, a Representação Permanente do Brasil Junto à Organização Marítima Internacional e o Instituto Naval de Pós-Graduação), a Comissão de Promoção de Oficiais, o Tribunal Marítimo e o Almirantado, um órgão de assessoramento superior.

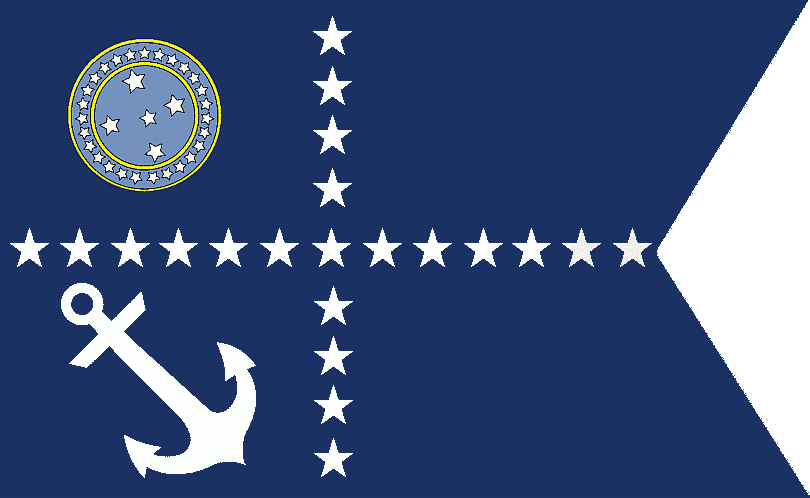
Bandeira-insígnia do Comandante da Marinha do Brasil.

## Lista de Comandantes
| N.º | Nome                                  | Data de início de funções | Data de fim            | Observações | Imagem | Refs               |       |
| --- | ------------------------------------- | ------------------------- | ---------------------- | --- | ------ | ------------------ | ----- |
| 1   | Sérgio Gitirana Florêncio Chagasteles | 10 de junho de 1999       | 3 de janeiro de 2003   | Último Ministro da Marinha, cargo que desempenhou entre 1 de janeiro e 10 de junho de 1999, dia em que se tornou no primeiro Comandante da Marinha. Foi comandante durante o 2º Governo do Presidente Fernando Henrique Cardoso. |        | —                  | [ 5 ] |
| 2   | Roberto de Guimarães Carvalho         | 3 de janeiro de 2003      | 1 de março de 2007     | Foi comandante durante o 1º Governo do Presidente Luiz Inácio Lula da Silva. |        | [ 5 ] [ 6 ]        |       |
| 3   | Julio Soares de Moura Neto            | 1 de março de 2007        | 7 de fevereiro de 2015 | Foi comandante durante o 2º Governo do Presidente Luiz Inácio Lula da Silva e durante o 1º Governo de sua sucessora Dilma Rousseff.                                                                                              |        | [ 5 ] [ 7 ]        |       |
| 4   | Eduardo Bacellar Leal Ferreira        | 7 de fevereiro de 2015    | 9 de janeiro de 2019   | Foi comandante durante o 2º Governo da Presidente Dilma Roussef e do seu sucessor Michel Temer. |        | [ 5 ] [ 8 ]        |       |
| 5   | Ilques Barbosa                        | 9 de janeiro de 2019      | 9 de abril de 2021     | Foi comandante sob o Presidente Jair Bolsonaro. |        | [ 5 ] [ 9 ]        |       |
| 6   | Almir Garnier Santos                  | 9 de abril de 2021        | 30 de dezembro de 2022 | Foi comandante sob o Presidente Jair Bolsonaro. |        | [ 1 ] [ 5 ] [ 10 ] |       |
| 7   | Marcos Sampaio Olsen                  | 30 de dezembro de 2022    | Presente               | É o atual comandante a Marinha do Brasil, sob o 3° Governo do Presidente Luiz Inácio Lula da Silva. |        | [ 11 ] [ 12 ]      |       |